# Isländische Handballmeisterschaft 1940
Die Isländische Handballmeisterschaft 1940 (isländisch fyrsta landsmót í inni-handknattleik Íslands) war die erste Austragung der höchsten isländischen Spielklasse im Handball. Sie begann am 30. März und endete bei den Frauen am 3. April, bei den Männern am 10. April 1940.

## Abschlusstabelle der Männer
| Pl. | Verein | Verein                | Sp. | S | U | N | Tore    | Punkte |
| --- | ------ | --------------------- | --- | - | - | - | ------- | ------ |
| 1.  |        | Valur Reykjavík       | 5   | 5 | 0 | 0 | 140:074 | 10     |
| 2.  |        | Háskólinn í Reykjavík | 5   | 4 | 0 | 1 | 142:070 | 8      |
| 3.  |        | Haukar Hafnarfjörður  | 5   | 3 | 0 | 2 | 117:104 | 6      |
| 4.  |        | Víkingur Reykjavík    | 5   | 2 | 0 | 3 | 112:111 | 4      |
| 5.  |        | Fram Reykjavík        | 5   | 1 | 0 | 4 | 080:146 | 2      |
| 6.  |        | ÍR Reykjavík          | 5   | 0 | 0 | 5 | 073:161 | 0      |

## Abschlusstabelle der Frauen
| Pl. | Verein | Verein               | Sp. | S | U | N | Tore  | Punkte |
| --- | ------ | -------------------- | --- | - | - | - | ----- | ------ |
| 1.  |        | Ármann Reykjavík     | 2   | 2 | 0 | 0 | 43:14 | 4      |
| 2.  |        | Haukar Hafnarfjörður | 2   | 1 | 0 | 1 | 29:34 | 2      |
| 3.  |        | ÍR Reykjavík         | 2   | 0 | 0 | 2 | 21:45 | 0      |